# Pothyne mimodistincta
Pothyne mimodistincta là một loài bọ cánh cứng trong họ Cerambycidae.